# نغوين تان بنه
نغوين تان بنه (بالفيتنامية: Nguyễn Thanh Bình)‏ هو None فيتنامي في مركز حراسة المرمى، ولد في 11 أغسطس 1987 في دا نانغ في فيتنام. شارك مع منتخب فيتنام لكرة القدم. أما مع النوادي، فقد لعب مع نادي إس إتش بي دا نانغ.

## وصلات خارجية
- نغوين تان بنه على موقع قاعدة بيانات كرة القدم.إي يو (الإنجليزية)
- نغوين تان بنه على موقع ناشيونال فوتبول تيمز (الإنجليزية)